# All-Star Weekend

All-Star Weekend é um fim de semana, quando ocorrem várias disputas entre os principais jogadores da Liga Americana de Basquete.
Ele inclui o Desafio de Três Pontos, o Desafio de Enterradas disputados por jogadores convidados pela NBA que são conhecidos por suas enterradas durante a temporada e o Jogo das Estrelas, que é disputado entre os melhores jogadores (escolhidos por votação popular dos fãs) de ambas as conferências leste e oeste.Em 2017 o All-Star Weekend ocorreu em Nova Orleans, em fevereiro de 2017. Em 2018, foi disputado na cidade de Los Angeles no Estado da Califórnia. O 2019 NBA All-Star Game foi realizado no Spectrum Center em Charlotte, Carolina do Norte, lar dos Charlotte Hornets